# Miguel Colacray
Miguel Ángel Colacray (Rosario, 10 de septiembre de 1956-Rosario, 9 de enero de 2024) fue un futbolista argentino que se destacó como mediocampista.

## Biografía
Miguel Colacray nació el 10 de septiembre de 1956 en Rosario, provincia de Santa Fe. Se inició en las inferiores del Club Newell's Old Boys junto a figuras como Marcelo Bielsa, Ricardo Giusti y Roque Alfaro.
El 20 de agosto de 1975 marcó su debut en Primera División, en un encuentro donde el equipo rosarino se enfrentó a Independiente en instancias del Torneo Metropolitano. Más tarde se sumaría a los planteles de otros clubes que militaban en Primera División, como San Martín de Tucumán, Vélez Sarsfield y Renato Cesarini, para concluir su carrera disputando el ascenso en Ferro de General Pico.
A lo largo de su trayectoria deportiva, fue dirigido por entrenadores de la talla de Jorge Griffa y "El Indio" Solari.
A los 67 años, falleció el 9 de enero de 2024 en Rosario.

## Selección nacional
Integró además la Selección Nacional que participó del Sudamericano celebrado en Recife en 1976.

## Clubes
| Club                  | País      | Año       |
| --------------------- | --------- | --------- |
| Newell's Old Boys     | Argentina | 1976-1978 |
| San Martín de Tucumán | Argentina | 1978-1979 |
| Vélez Sarsfield       | Argentina | 1979-1981 |
| Renato Cesarini       | Argentina | 1982-1984 |
| Newell's Old Boys     | Argentina | 1981-1981 |
| Ferro Carril Oeste    | Argentina | 1987-1987 |